# Setge de Damiata
|  | Per a altres significats, vegeu «Setge de Damiata (1249)». |

El setge de Damiata fou una contesa armada entre els anys 1218 i 1219, part de la Cinquena Croada. Damiata, ciutat del delta del Nil, que estava en poder del soldà aiúbida al-Kàmil, fou sotmesa a setge des del març del 1218 fins al novembre del 1219, data en què l'ocuparen. El 1168 ja s'havia provat de prendre Damiata per part d'Amalric I de Jerusalem i els hospitalers, però després de tres mesos de setge hagueren d'abandonar. Amb l'èxit obtingut aquesta vegada, els croats pensaven emprar aquest lloc com a base per capturar després Acre i Suez, i finalment conquerir Jerusalem, però aquests plans no fructificaren.

## Preparatius
El març del 1218, les naus croades sortiren des d'Acre i a finals de maig arribaren a la costa propera a Damiata. Els primers vaixells arribaren el 27 de maig, però els principals comandaments anaven en altres vaixells que van ser desviats pel temporal. El comboi estava format per un grup de templers, un altre d'hospitalers, i tropes reclutades a Hongria, Frisia i a la península Itàlica.

## Inici del setge
Simó III de Saarbrücken fou escollit líder temporal, mentre esperaven l'arribada dels altres naus. Sota el seu comandament s'establí, el 29 de maig, un lloc per muntar el campament sense cap vessament de sang. Aquell mateix dia, al vespre, arribaren la resta de vaixells.
El primer objectiu dels croats fou prendre la fortalesa que protegia dels que s'acostaven pel riu, que tenia una cadena tancant el port. Això fou una tasca difícil perquè la llarga cadena barrava el pas cap a l'est i per la fondària del riu cap a l'oest de la torre. El 24 de juny iniciaren els atacs per prendre la torre, però tots fallaren.

## La presa de la torre
Llavors els croats muntaren una nova màquina de setge naval, la invenció del qual s'ha atribuït de vegades al cronista Oliver de Paderborn; consistia en dos vaixells lligats l'un al costat de l'altre amb quatre màstils enclavats entre ambdues cobertes, que es construïren per l'ocasió, amb una escala que conduïa a una torre de setge situada a la part de dalt. Tota l'estructura es cobrí amb pells d'animal per protegir la fusta dels atacs de l'enemic. El 24 d'agost, aproparen aquesta màquina a la torre de Damiata. L'endemà, la gent de la torre es donaren per vençuts i els croats penetraren amb tota la flota.

## Assalt a la ciutat de Damiata
La ciutat de Damiata estava molt ben fortificada, tenia 3 muralles amb 28 torres i un fossat.
Un cop capturada la torre que protegia l'accés pel riu, la flota dels croats anà a donar suport a l'exèrcit que atacava des de terra per entrar a la ciutat. Però, Al-Kàmil bloquejà el riu enfonsant les seves barques, i els croats hagueren de passar molt de temps obrint-se pas per un vell canal que estava ple de llims. El setge també quedà aturat per l'arribada de l'hivern, el mal temps, malalties i disputes entre els líders croats.
Al setembre, el cardenal Pelagio Galvani, bisbe d'Albano i legat apostòlic de la Santa Seu arribà al camp croat i desafià Joan de Brienne, rei de Jerusalem, dient que l'Església tenia més autoritat que un líder secular. La situació empitjorà quan, a finals de novembre del 1218, un temporal destruí alguns vaixells dels croats i feu malbé els subministrament que hi contenien.
El 25 de febrer del 1219, els croats reberen bones notícies. El soldà Al-Kàmil s'havia retirat i deixava la riba propera a la ciutat sense defenses. L'exèrcit croat prengué la iniciativa i passà la primavera i l'estiu lluitant contra les tropes musulmanes, reeixint-ne en alguns dels atacs. El 29 d'agost, els croats provaren de fer un atac a gran escala, però mancà organització i foren contrarestats amb facilitat.
Poc després s'establí una treva durant la qual es negocià un final a la guerra. Els líders musulmans acceptaven donar la ciutat de Jerusalem, donar la Vera Creu i alliberar tots els captius cristians d'Egipte i Síria, mentre poguessin quedar-se les fortaleses del Crac de Moab i Mont-real. Fins i tot estigueren d'acord en aportar material per reparar les muralles de Jerusalem. Un dels negociadors fou Francesc d'Assís. El rei Joan proposava acceptar els termes de pau i tenia el suport dels francesos i dels alemanys. Per altra banda, el cardenal Pelagio, amb el suport dels templers, els hospitalers i les tropes italianes, n'estaven en desacord. Finalment no acceptaren els termes i la guerra continuà.
A començaments de novembre del 1219, els croats observaren que la ciutat de Damiata gairebé estava desprotegida. S'enfilaren a les muralles i trobaren que la ciutat estava devastada per la manca d'aliments i les malalties. Dels 80.000 a 60.000 habitants que hi havia anteriorment al setge, en quedaven menys de 10.000 vius; però la xifra exacta no es coneix, ja que algunes fonts esmenten que quedaven uns 3.000.

## Després de la batalla
La possessió de Damiata romangué entre els cristians dos anys més. Durant aquest temps la mesquita de la ciutat fou convertida en una catedral. El 2 de febrer del 1220, dia de la Candelera, el cardenal Pelagio consagrà l'edifici a la Mare de Déu. Però el juliol del 1221, l'exèrcit croat decidí marxar sobre El Caire i quedà bloquejat per la crescuda del Nil. Joan de Brienne fou capturat i decidiren lliurar Damiata als musulmans a canvi d'alliberar el rei. Els soldats croats abandonaren Egipte donant per perduda la Cinquena Croada.
Els plans per recuperar Damiata es tornarien a emprendre una darrera vegada el 1249, durant la Setena Croada, amb un setge reeixit.